# Malthonica spinipalpis
Malthonica spinipalpis là một loài nhện trong họ Agelenidae.
Loài này thuộc chi Malthonica. Malthonica spinipalpis được miêu tả năm 1990 bởi Deltshev.